# 明書
明書，清初弘文院編修傅維鱗著，凡一百七十一卷。

傅維鱗顺治四年（1647年）入明史馆分修《明史》，因「所纂不过二十餘年，止类编实录，不旁采」，故搜集「明兴以来行藏印抄诸本、家乘、文集、碑志」，纂成《明书》一百七十一卷，本纪十九卷、宫闱纪二卷、表十六卷、志四十八卷、记五卷、世家三卷、列传七十六卷、叙传二卷。体例完备，其中十二史表多沿用王世贞的《弇山堂别集》诸表，較後來的《明史》更為完善。上起元天历元年（1328年），下至明崇祯十七年（1644年）。陆陇其對此書评价很高，他说：「置张居正于《权臣传》，……置张孚敬、桂蕚、席书、方献夫、霍韬诸人于《佞幸传》，置刘基、宋濂、宋訥、朱升于《杂传》，置张玉于《乱贼传》，置姚广孝、李贽于《异教传》，……皆卓识也。」《四庫提要》則以為編排失當：
《忠節傳》列遜國諸臣，至盈四卷，而梁良玉、雪菴和尚、補鍋匠，乃別入《隱逸傳》中，如曰以死不死爲別，則《忠節傳》中之程濟、葉希賢、楊應能固未嘗死，《隱逸傳》中之東湖樵夫又未嘗不死，是何例也？劉基不入《勳臣》，宋濂不入《文學》，以嘗仕元，均與危素等入之《雜傳》是也，納哈出，元色目人，何以又入《勳臣傳》乎？張玉、譚淵，以其爲靖難佐命，入之《亂賊傳》，與唐賽兒聯名，已不倫矣，朱能、邱福，事同一例，何以又入《武臣傳》中？姚廣孝首倡逆謀，尤爲亂首，何以又入《異教傳》中乎？《儒林傳》中列邱濬，《名臣傳》中列嚴震直、胡廣、徐有貞、李東陽、呂本、成基命，其於《儒林》《名臣》居何等也？嚴嵩入《權臣傳》，與張居正並列，温體仁、周延儒、薛國觀，併泯其姓名，而劉吉、萬安、尹旻、焦芳則入《姦回傳》，嵩等罪乃減於四人耶？石亨、石彪，實有戰功，但跋扈耳，仇鸞交結嚴嵩，冒功縱惡，亦未嘗得幸世宗，與馬昂、錢寧同入《佞倖》，則非其罪。陸炳有保全善類之事，乃入之《殘酷》，而許顯純、田爾耕，竟不著名，此亦未足服炳也。
《明书》結尾仿司马迁《太史公自序》、班固《叙传》，作《叙传》二卷。
傅維鱗卒於康熙六年（1667年）。其《明書》由其子傅燮保管。康熙十五年（1676年），攜之於河南魯山縣任所。康熙十九年（1680年），開館修《明史》，「奉部文坐名查取」該書。